# Янг, Тодд
Тодд Кристофер Янг (англ. Todd Christopher Young; род. 24 августа 1972, Ланкастер, Пенсильвания) — американский политик-республиканец, член Палаты представителей США от 9-го избирательного округа Индианы (2011—2017), c 2017 года сенатор США от штата Индиана.

## Биография
В 1990—1991 годах служил в ВМС США, до 1995 года учился в Военно-морской академии в Аннаполисе (штат Мэриленд). С 1995 по 2000 годах — в Корпусе морской пехоты США. Он также обучался в Университете Чикаго и Университете Лондона (Великобритания). В 2006 году получил юридическую степень в Школе права при Индианском университете. В 2007—2010 годах был заместителем прокурора округа Ориндж, Индиана.
В 2001—2003 годах работал помощником сенатора США Ричарда Лугара.
Женат, имеет четверых детей. Семья проживает в городе Блумингтон.